# Caldes de Boí
Caldes de Boí – miejscowość w Hiszpanii, w Katalonii, w prowincji Lleida, w comarce Alta Ribagorça, w gminie La Vall de Boí.
Według danych INE z 2010 roku miejscowość zamieszkiwały 4 osoby.